# Reserveliste (Nordrhein-Westfalen)
Eine Reserveliste oder geschlossene Liste im Wahlsystem für Kommunalwahlen des Bundeslandes Nordrhein-Westfalen ist die zweite Hälfte der zu wählenden Vertreter, wobei die erste Hälfte in Einerwahlkreisen, den so genannten Wahlbezirken, nach relativer Mehrheitswahl gewählt wird.